# Ross Nicholson
Ross Nicholson (8 de agosto de 1975 en Gisborne) es un exfutbolista neozelandés que jugaba de arquero.
Debutó en 1993 jugando para el Central United, donde permaneció hasta 2003. En sus diez años en el club ganó la Liga Nacional en 1999 y la Copa Chatham en dos ocasiones. Luego de un corto paso por el Football Kingz, arribó al Auckland City en 2004, en donde consiguió cuatro veces el New Zealand Football Championship y ser campeón de Oceanía en dos oportunidades. Dio final a su carrera jugando para el YoungHeart Manawatu en 2010.
Fue escogido como el segundo mejor arquero de la primera década de la ASB Premiership por detrás del inglés Danny Robinson.

## Carrera
Comenzó su carrera en 1993 jugando para el Central United. Ganó la Copa Chatham en 1997 y 1998; y la Liga Nacional de 1999. En 2003 sus buenas actuaciones lo llevarían a ser contratado por el en ese entonces único club profesional de Nueva Zelanda, el Football Kingz que participaba en la ya extinta National Soccer League australiana.
Dejó el club en 2004 para incorporarse al recién fundado Auckland City, en donde permaneció hasta 2009. Durante su estadía en el elenco de Auckland ganó el Campeonato de Fútbol de Nueva Zelanda cuatro veces y en dos ocasiones la Liga de Campeones de la OFC, además de formar parte del equipo que obtuvo el 5.º lugar en la Copa Mundial de Clubes de la FIFA 2009. Terminó su carrera en 2010 jugando con el YoungHeart Manawatu.

### Clubes
| Club                         | País          | Año         |
| ---------------------------- | ------------- | ----------- |
| Central United               | Nueva Zelanda | 1993 - 2003 |
| Football Kingz Football Club | Nueva Zelanda | 2003 - 2004 |
| Auckland City Football Club  | Nueva Zelanda | 2004 - 2009 |
| YoungHeart Manawatu          | Nueva Zelanda | 2009 - 2010 |

### Selección nacional
Disputó 13 encuentros en representación de Nueva Zelanda. Fue parte de los plantel que ganó la Copa de las Naciones de la OFC 1998 y del que obtuvo en la edición 2000. También fue convocado para disputar la Copa FIFA Confederaciones 1999.

## Palmarés
| Título                | Club           | País          | Año     |
| --------------------- | -------------- | ------------- | ------- |
| Copa Chatham          | Central United | Nueva Zelanda | 1997    |
| Copa Chatham          | Central United | Nueva Zelanda | 1998    |
| Liga Nacional         | Central United | Nueva Zelanda | 1999    |
| Campeonato de Fútbol  | Auckland City  | Nueva Zelanda | 2004/05 |
| Campeonato de Fútbol  | Auckland City  | Nueva Zelanda | 2005/06 |
| Camp. Cls. de Oceanía | Auckland City  | Nueva Zelanda | 2006    |
| Campeonato de Fútbol  | Auckland City  | Nueva Zelanda | 2006/07 |
| Campeonato de Fútbol  | Auckland City  | Nueva Zelanda | 2008/09 |
| Liga de Campeones     | Auckland City  | Nueva Zelanda | 2008/09 |